# Bally (Pensilvania)
Bally es un borough ubicado en el condado de Berks en el estado estadounidense de Pensilvania. En el año 2000 tenía una población de 1,062 habitantes y una densidad poblacional de 784 personas por km².

## Geografía
Bally se encuentra ubicado en las coordenadas 40°24′4″N 75°35′18″O / 40.40111, -75.58833.

## Demografía
Según la Oficina del Censo en 2007 los ingresos medios por hogar en la localidad eran de 49.063 $ y los ingresos medios por familia eran 56.406 $. Los hombres tenían unos ingresos medios de 37.750 $ frente a los 25.000 $ para las mujeres. La renta per cápita para la localidad era de 24.537 $. Alrededor del 1,6% de la población estaba por debajo del umbral de pobreza.